# United States Census 1790
Der United States Census 1790 war die erste Volkszählung in den USA. Als Ergebnis der Auszählung wurde für die USA zum Stichtag 2. August 1790 eine Bevölkerungszahl von 3.929.326 Einwohnern ermittelt, wovon 697.681 Sklaven waren. Die größten Städte zu dieser Zeit waren New York City mit 33.000 Einwohnern, Philadelphia mit 28.000, Boston mit 18.000, Charleston mit 16.000 und Baltimore mit 13.000.
Die Daten enthalten Angaben zum Namen des Familienoberhaupts, Anzahl der freien weißen Personen (Männer und Frauen), Anzahl der freien Personen, Anzahl der Sklaven, Stadt oder Distrikt und gelegentlich Wohnort oder Wohndistrikt.
Die Daten der Volkszählung in den Staaten Delaware, Georgia, Kentucky, New Jersey, Tennessee und Virginia von 1790 bis 1830 gingen verloren.
Die in den alle zehn Jahre stattfindenden Volkszählungen der Vereinigten Staaten ermittelten Einwohnerzahlen der Bundesstaaten sind der Schlüssel zur Festlegung der Anzahl der Abgeordneten aus diesen Bundesstaaten im Repräsentantenhaus der Vereinigten Staaten. Die Anpassung wird in der Regel im übernächsten Kongress nach einer Volkszählung vorgenommen.

## Bevölkerungsreichste Städte
Die bevölkerungsreichsten Städte der USA nach Einwohnerzahl im Jahr 1790.
| Rang | Stadt              | Bundesstaat    | Bevölkerung |
| ---- | ------------------ | -------------- | ----------- |
| 1    | New York City      | New York       | 33.131      |
| 2    | Philadelphia       | Pennsylvania   | 28.522      |
| 3    | Boston             | Massachusetts  | 18.320      |
| 4    | Charleston         | South Carolina | 16.359      |
| 5    | Baltimore          | Maryland       | 13.503      |
| 6    | Northern Liberties | Pennsylvania   | 9.913       |
| 7    | Salem              | Massachusetts  | 7.921       |
| 8    | Newport            | Rhode Island   | 6.716       |
| 9    | Providence         | Rhode Island   | 6.380       |
| 10   | Marblehead         | Massachusetts  | 5.661       |
| 10   | Southwark          | Pennsylvania   | 5.661       |
| 12   | Gloucester         | Massachusetts  | 5.317       |
| 13   | Newburyport        | Massachusetts  | 4.837       |
| 14   | Portsmouth         | New Hampshire  | 4.720       |
| 15   | Sherburne          | Massachusetts  | 4.620       |
| 16   | Middleborough      | Massachusetts  | 4.526       |
| 17   | New Haven          | Connecticut    | 4.487       |
| 18   | Richmond           | Virginia       | 3.761       |
| 19   | Albany             | New York       | 3.498       |
| 20   | Norfolk            | Virginia       | 2.959       |
| 21   | Petersburg         | Virginia       | 2.828       |
| 22   | Alexandria         | Virginia       | 2.748       |
| 23   | Hartford           | Connecticut    | 2.683       |
| 24   | Hudson             | New York       | 2.584       |